# José Sifuentes Osornio
José Sifuentes Osornio (San Luis Potosí, 18 de septiembre de 1953), es un médico especializado en infectología. Desde diciembre de 2014 es  secretario de la Asociación de Médicos egresados del Instituto Nacional de Ciencias Médicas y Nutrición Salvador Zubirán. Actual director del Instituto Nacional de Ciencias Médicas y Nutrición Salvador Zubirán (2022-2027). 

## Biografía
José Sifuentes Osornio nació el 18 de septiembre de 1953 en San Luis Potosí, hijo de José Sifuentes y Enedina Osornio. Realizó sus estudios de primaria, secundaria y preparatoria en su ciudad natal.

### Educación
En 1970, Sifuentes Osornio ingresó a la Universidad Autónoma de San Luis Potosí, donde se graduó como médico cirujano en 1976. Posteriormente, se especializó en medicina interna (1981) e infectología (1983) en la Universidad Nacional Autónoma de México (UNAM).
En 1985, realizó su posdoctorado de microbiología clínica en la Universidad de Virginia en Charlottesville, Virginia en Estados Unidos.

### Trayectoria
En agosto de 1985, inició su trabajo dentro del Instituto Nacional de Ciencias Médicas y Nutrición Salvador Zubirán (INCMNSZ), donde fue nombrado como jefe del laboratorio de microbiología clínica; actualmente ejerce como director de medicina.
Desde 1986, se desempeña como profesor de medicina en la UNAM; más adelante, en marzo de 1989, comenzó a impartir a su vez infectología. Además, funge como tutor de los programas de maestría y doctorado en ciencias médicas y biomédicas.
Ha sido presidente del Colegio de Medicina Interna de México (1993 a 1994); así como de la Asociación Mexicana de Infectología y Microbiología Clínica (AMIMC), durante el periodo de 2010 a 2012. Por igual, ha realizado labores como jefe de la sección de Infectología en la Academia Nacional de Medicina del 2011 al 2012, como vocal de la junta de gobierno del Hospital Infantil de México Federico Gómez del 2008 hasta la actualidad y presidente del departamento de Medicina de la Academia Nacional de Medicina en 2015.
Sifuente Osornio ha ejercido como miembro del Consejo Mexicano de Medicina Interna (1996 a 2005), como consejero emérito desde 2006 y como secretario del Consejo Mexicano de Certificación en Infectología de 1995 a 1997.
Es reconocido como investigador nacional nivel III del Sistema Nacional de Investigadores desde 2002, miembro de la Academia Mexicana de Ciencias desde 2011, miembro distinguido (Fellow) de la American Academy of Microbiology (2000), de la Sociedad de Enfermedades Infecciosas de América, o IDSA por sus siglas en inglés (2009) y del American College of Physicians (2013).
Ha desempeñado un notable rol en la investigación clínica y epidemiológica en los campos de la tuberculosis y de la resistencia antimicrobiana con financiamientos de National Institutes of Health, Wellcome Trust, Bill & Melinda Gates Foundation, Organización Mundial de la Salud, CONACYT y de la industria farmacéutica.
Por igual, ha contribuido en el entendimiento de la filogenia de la resistencia en mycobacterium tuberculosis a nivel global en estudios multicéntricos. También, ha participado en actividades de consejería con las autoridades de salud de la Ciudad de México para la contención de problemas infecciosos en los centros de readaptación social de la ciudad, parte del programa de atención y control de pacientes con influenza en el invierno de 2014/2015 y miembro del Comité del programa de preparación para la atención y control de pacientes con ébola en 2014/2015.
Es miembro fundador de la Red Mexicana para el Estudio de la Resistencia Bacteriana, del Consorcio Mexicano para Estudio de la TB y de la Red Mexicana de Candidemia.
El 8 de junio del año 2022 fue nombrado director del Instituto Nacional de Ciencias Médicas y Nutrición "Salvador Zubirán" para el periodo 2022-2027 

### Publicaciones
Ha realizado más de 750 comunicaciones científicas, de las cuales 232 son artículos originales, 6 libros, 63 capítulos en libros, entre otros. Ha impartido más de 220 conferencias dentro de la República Mexicana y en el extranjero. Su trabajo científico ha sido citado en la literatura médica más de 10,250 ocasiones.
| Nombre | Revista                                                                               | Año  |
| --- | ------------------------------------------------------------------------------------- | ---- |
| Wuhan: Back to the Future and the Return of Cronaviruses                                                                                        | Revista de investigación clínica; órgano del Hospital de Enfermedades de la Nutrición | 2020 |
| Simvastatin Enhances the Immune Response Against Mycobacterium tuberculosis                                                                     | Frontiers in Microbiology                                                             | 2019 |
| Azole resistance and cyp51A mutation screening in Aspergillus fumigatus in Mexico                                                               | Journal of Antimicrobial Chemotherapy                                                 | 2019 |
| Enfermedad granulomatosa hepática | Gaceta medica de México                                                               | 2019 |
| Potential Effect of Statins on Mycobacterium tuberculosis Infection                                                                             | Journal of Immunology Research                                                        | 2018 |
| Mycobacterium tuberculosis complex bacteremia among HIV and non-HIV patients in a Mexican tertiary care center                                  | Brazilian Journal of Infectious Diseases                                              | 2018 |
| Pneumonia in patients with systemic lupus erythematosus: Epidemiology, microbiology and outcomes                                                | Lupus                                                                                 | 2018 |
| Molecular clustering of patients with diabetes and pulmonary tuberculosis: A systematic review and meta-analysis                                | PLoS ONE                                                                              | 2017 |
| Isoniazid Mono-Resistant Tuberculosis: Impact on Treatment Outcome and Survival of Pulmonary Tuberculosis Patients in Southern Mexico 1995-2010 | PLoS ONE                                                                              | 2016 |
| Zika Virus: A New Epidemic on Our Doorstep | Revista de investigación clínica; órgano del Hospital de Enfermedades de la Nutrición | 2015 |
| Association of Pulmonary Tuberculosis and Diabetes in Mexico: Analysis of the National Tuberculosis Registry 2000–2012                          | PLoS ONE                                                                              | 2015 |

## Reconocimientos
Sifuentes ha sido distinguido con 38 premios nacionales e internacionales por sus trabajos de investigación, dentro de los cuales destacan los siguientes:
- Premios José Ruiloba, Daniel Méndez, Francisco Ruiz Sánches, Ignaz Semmelweis, Gerhard Domaqk y Jesús Kumate de la AMIMC.
- Premio GlaxoSmithKline en Investigación Clínica, el Premio Bienal Funsalud José Santos, el Premio en Investigación en Epidemiología Clínica de la CCINSHAE.
- Premio al Mérito Doctor Miguel Otero de Investigación Clínica, Consejo de Salubridad General, en 2015.
- Reconocimiento por parte de: UNAM Medalla al Mérito Universitario por 25 años de servicio y del INCMNSZ medalla por 20, 25, 30 y 35 años de servicio.
- Premio Carlos Slim en Salud, por Trayectoria en Investigación, en mayo del 2017.